# James Fisk (politiker)
James Fisk, född 4 oktober 1763 i Hampshire County, Massachusetts, död 17 november 1844 i Swanton, Vermont, var en amerikansk jurist och politiker (demokrat-republikan). Han representerade delstaten Vermont i båda kamrarna av USA:s kongress, först i representanthuset 1805-1809 samt 1811-1815 och sedan i senaten 1817-1818.
Fisk deltog i amerikanska revolutionskriget och var ibland verksam som predikant inom universalismen. Han flyttade 1798 till Vermont och studerade juridik. Han inledde sin karriär som advokat i Barre.
Fisk blev invald i representanthuset i kongressvalet 1804. Han omvaldes 1806. Han ställde upp för omval igen två år senare men besegrades av federalisten William Chamberlain. Fisk vann sedan igen i kongressvalen 1810 och 1812. I kongressvalet 1814 förlorade han mot federalisten Chauncey Langdon.
Fisk tjänstgjorde som domare i Vermonts högsta domstol 1815-1816. Han efterträdde 1817 Dudley Chase som senator för Vermont. Han avgick redan 1818 och efterträddes av William A. Palmer.
Fisk avled 1844 och han gravsattes på Church Street Cemetery i Swanton.